# Appel
Appel je priimek več oseb:
- Alexander von Appel, avstro-ogrski general
- Christian von Appel, avstro-ogrski general
- Johann Nepomuk von Appel, avstro-ogrski general
- Joseph von Appel, več oseb
- Ludwig Franz Mechtild Appel, avstro-ogrski general
- Michael Ludwig von Appel, avstro-ogrski general